# José María Plata Soto
José María Deogracias Plata Soto (Cúcuta, 22 de marzo de 1811-Bogotá, 18 de julio de 1861) fue un político y banquero colombiano, que, entre otros cargos, se desempeñó como Ministro de Relaciones Exteriores y Gobernador de Cundinamarca.

## Biografía
Nacido en Cúcuta en 1811, estudió derecho en el colegio San Bartolomé de Bogotá, donde participó del Intento de Magnicidio contra Simón Bolívar, por lo cual fue desterrado a Pamplona. Allí se convierte en profesor de filosofía del Colegio Mayor, pero tuvo que huir al ser desterrado por el presidente Rafael Urdaneta, después de que este tomara el poder en 1831. 
Regresaría a esa población en 1832, convirtiéndose en rector del Colegio Mayor de Pamplona y casándose con su prima, Dominga Soto Villamizar. Ese año se desempeña como tesorero de la Provincia de Pamplona y en 1837 es elegido como Representante a la Cámara por esa provincia. 
En Bogotá se convierte en empresario, manejando la riqueza de su suegro, José Francisco Álvaro Soto Montes de Oca, y vinculándose por medio de la venta de bienes raíces con los negocios del especulador Judas Tadeo Landínez. Cuando este va a la quiebra en 1842, Plata también lo hace, por lo cual huye a Táchira, en Venezuela.  

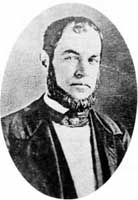

En 1849 regresa al país y vuelve a alcanzar un escaño en la Cámara de Representantes por Pamplona, provincia por la cual también se vuelve Senador en 1850. Ese mismo año propone en el Congreso la eliminación de los diezmos.
En noviembre de 1850 es nombrado gobernador de la Provincia de Bogotá, ejerciendo este cargo hasta febrero de 1851. De allí pasa a ser Vicepresidente del Senado y después a encabezar la redacción de la Constitución neogranadina de 1853. En mayo de 1851 es nombrado secretario del Interior y en noviembre se convierte en secretario de Relaciones Exteriores. 
En 1853 ejerce la Secretaría de Hacienda y, de nuevo, la gobernación de Bogotá. En 1855 vuelve a ser secretario de Hacienda. 
El 10 de mayo de 1861 se convierte en Presidente del Estado Federal de Cundinamarca, cargo que ejerce hasta el día de su muerte, el 18 de julio del mismo año.